# Cufra
Cufra (em árabe: الكفرة; romaniz.: al-Kufrah; em italiano: Cufra) é uma bacia e grupo de oásis no distrito de Cufra no sudeste da Cirenaica na Líbia. No fim do século XIX, tornou-se local santo e centro de peregrinação dos Senussi. Também desempenhou um papel menor na Campanha do Deserto Ocidental da Segunda Guerra Mundial.

## Etimologia
A palavra Cufra deriva do árabe cafir, o termo para não-muçulmano (comumente traduzido como "infiéis", literalmente "aqueles que escondem [a verdade]"), com referência aos tubus nativos da região.

## Geografia
Uma bacia de forma elíptica, orientada nordeste-sudoeste. Seu maior eixo possui 50 quilômetros de comprimento, o menor 20. É limitada por colinas que chegam ao menos da 100 metros e altura. O solo consiste em marga vermelha ou areia e nas partes mais baixas há lagos salinos ou salinas secas. Ela está situada em área particularmente isolada, pois está em meio ao deserto do Saara e também porque está cercada por três depressões que fazem-na dominar a passagem do tráfego terrestre leste-oeste através do deserto. Na bacia há os seguintes oásis:
- Jaufe (em árabe: الجوف‎; romaniz.: al Jawf; lit. "Centro"), o maior, situado no canto nordeste da bacia, com 5 quilômetros de comprimento e 2-3 de largura. É cheio de palmeiras e jardins.
- Buma (بوما) e Buema, ambos pequenos e situados a leste de Jaufe. Gerhard Rohlfs colocou o seu acampamento ao norte de Buema, e desde então a localidade é conhecida como "Garete Nasrani" (em árabe: غاريت إن-نصراني; romaniz.: Garet an-Nasrani; lit. "Campo do cristão"). O Aeroporto de Cufra está localizado em Buma.
- Zurgue, situado a 9,8 quilômetros ao sul de Jaufe. Consiste de uma linha de palmeiras. Até a ocupação italiana, foi habitado apenas por escravos.
- Tleilibe e Talabe, ambos situados a sudoeste de Jaufe. O último é o mais a mais distante de Jaufe, situado a mais de 20 quilômetros de distância.

Na margem norte da bacia, existe a aldeia de Tague, que significa coroa em árabe, que não contém oásis. Ela foi fundada pelo Saíde Maomé Mádi Senussi, o filho do fundador da ordem Senussi, quando se mudou para Cufra e é considerado o lugar sagrado de Senussi.
| Dados climatológicos para Cufra | Dados climatológicos para Cufra | Dados climatológicos para Cufra | Dados climatológicos para Cufra | Dados climatológicos para Cufra | Dados climatológicos para Cufra | Dados climatológicos para Cufra | Dados climatológicos para Cufra | Dados climatológicos para Cufra | Dados climatológicos para Cufra | Dados climatológicos para Cufra | Dados climatológicos para Cufra | Dados climatológicos para Cufra | Dados climatológicos para Cufra |
| Mês                             | Jan                             | Fev                             | Mar                             | Abr                             | Mai                             | Jun                             | Jul                             | Ago                             | Set                             | Out                             | Nov                             | Dez                             | Ano                             |
| ------------------------------- | ------------------------------- | ------------------------------- | ------------------------------- | ------------------------------- | ------------------------------- | ------------------------------- | ------------------------------- | ------------------------------- | ------------------------------- | ------------------------------- | ------------------------------- | ------------------------------- | ------------------------------- |
| Temperatura máxima média (°C)   | 21,0                            | 23,0                            | 28,0                            | 33,0                            | 37,0                            | 39,0                            | 38,0                            | 38,0                            | 35,0                            | 32,0                            | 27,0                            | 22,0                            | 31,1                            |
| Temperatura mínima média (°C)   | 13,0                            | 15,0                            | 19,5                            | 24,0                            | 28,5                            | 30,5                            | 30,5                            | 30,5                            | 27,5                            | 24,5                            | 19,0                            | 14,0                            | 23,04                           |
| Chuva (mm)                      | 0                               | 0                               | 0                               | 0                               | 0                               | 0                               | 0                               | 1                               | 0                               | 0                               | 0                               | 0                               | 1                               |
| Dias com chuva                  | 0                               | 0                               | 0                               | 0                               | 0                               | 0                               | 0                               | 0                               | 0                               | 0                               | 0                               | 0                               | 0                               |
| Humidade relativa (%)           | 45                              | 38                              | 33                              | 28                              | 24                              | 23                              | 23                              | 23                              | 27                              | 31                              | 42                              | 48                              |                                 |
| Insolação (h)                   | 279                             | 262                             | 294                             | 286                             | 306                             | 342                             | 384                             | 374                             | 301                             | 298                             | 292                             | 266                             | 3 689                           |
| Fonte: ClimaTemps.com           |                                 |                                 |                                 |                                 |                                 |                                 |                                 |                                 |                                 |                                 |                                 |                                 |                                 |

## História
Há pouca informação sobre a história de Cufra. Segundo Friedrich Gerhard Rohlfs, que visitou o lugar em 1879, pode ser sido habitado pelos garamantes. Há edifícios nesse oásis que se assemelham aqueles encontrados em Fezã e pensa-se que remontam a período muito recuado. É certo, entretanto, que por algum tempo foi povoado pelos tubus, que deixaram muitos traços de sua ocupação (cemitérios, casas e vilas fortificadas construídas no topo dos montes locais). Essa população era pagã, o que talvez explique a razão para Cufra ser assim chamada. Em 1154, Dreses descreve lugar identificado por Lewicki como o oásis de Cufra. Dreses escreve que o lugar foi certa vez florescente e povoado, mas à sua época estava em ruínas, sua fontes secas e suas manadas retornaram a vida selvagem.

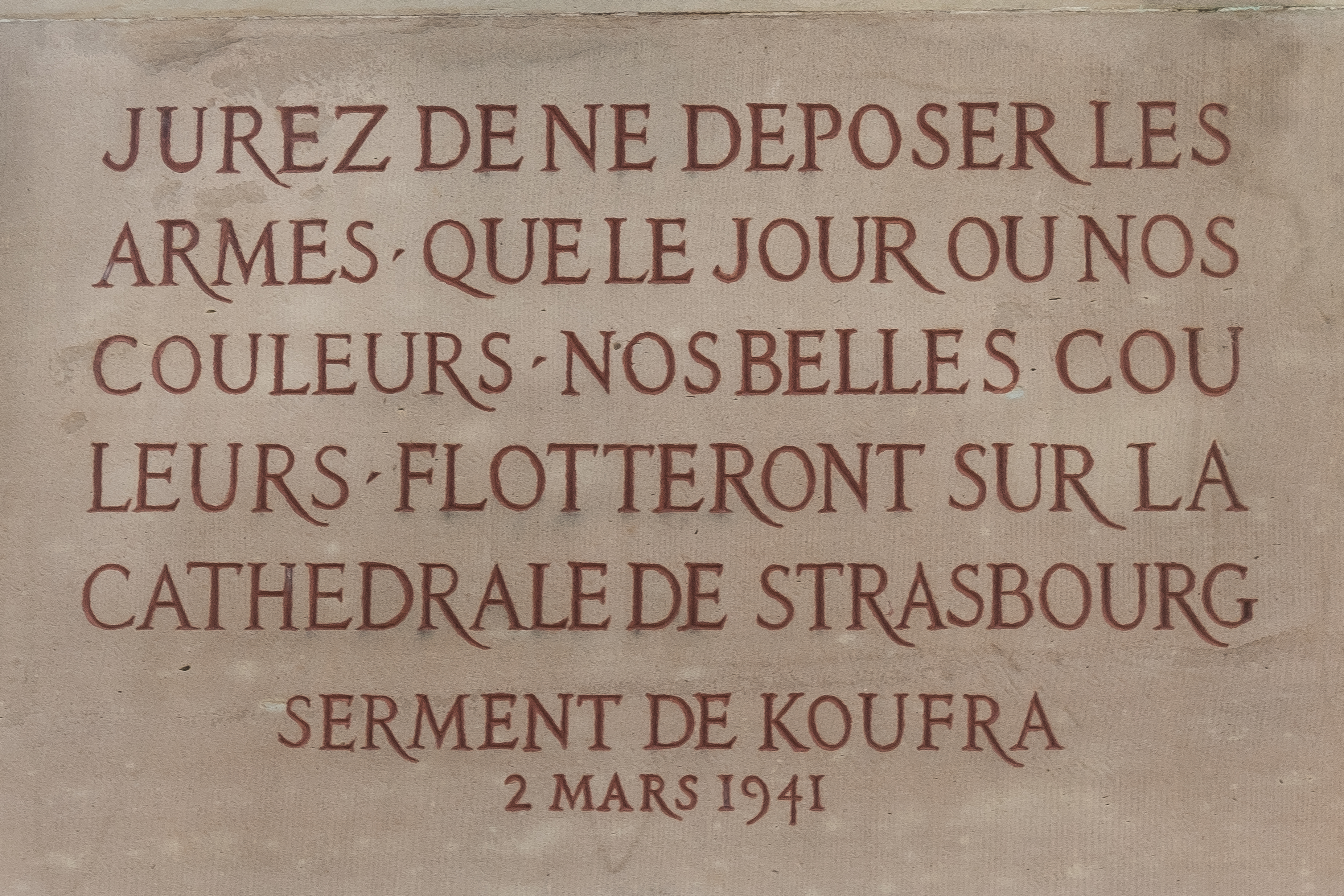
Placa com Juramento de Cufra de 2 de março de 1941

Esquema do Grande Rio Artificial

No final do século XV, Leão Africano mencionou um oásis na terra dos berdoas, visitado por uma caravana que chegou de Aujila. É possível que esse oásis seja Jaufe ou Tazirbu, e em mapas modernos precoces, a região de Cufra foi frequentemente rotulada como Berdoa com base nesse relato. Berdoa possivelmente correspondia aos tubus, uma tribo nilo-saariana indígena. Cufra não foi conquistada por árabes e otomanos e foi parte do Sultanato Tubu com capital em Tazirbu. Por volta de 1730, foram expulsos pelas tribos zuaias e hassunas da Tripolitânia, que ocuparam a região; as últimas menções aos tubus são do século XIX, quando parecem ter desaparecido.
Cufra era importante rota de comércio e viagem de várias tribos nômades e em meados do século foi ocupada pelos senússitas que construíram um zauia e tomaram o melhor solo e mais ricos jardins. Seu território foi explorado pela primeira vez pelos ocidentais na expedição de 1873/74 do alemão Gerhard Rohlfs. Rohlfs relatadamente chegou no oásis a partir do norte em 1879 e à época de sua visita os senússitas eram donos de ¼ das palmeiras no oásis e começaram novas plantações. O zauia da região era muito famoso nesse momento e em 1895, o líder da ordem senússita Maomé Mádi Senussi, que até então habitava Giarabube, foi para Cufra. O oásis foi novamente visitado em 1918 por Logis Lapierre e 1920-1921 por Rosita Forbes.
Em 1931, durante a campanha da Cirenaica, Rodolfo Graziani fez profunda campanha no deserto da Líbia e conseguiu conquistar Cufra em 12 de setembro, apesar da intensa resistência dos zuaias. Nos anos seguintes, os italianos construíram uma base aérea (hoje o aeroporto de Cufra) no oásis de Buma e um forte em Tague que dominou a área. O forte, aeródromo e cidade de Cufra foram tomadas pelas forças livres francesas e o Grupo de Longo Alcance do Deserto Britânico-Neozelandês na Captura de Cufra em 1941 na Campanha do Deserto Ocidental dos aliados. Em maio de 1942, foi local da Tragédia em Cufra, onde três Bristol Blenheim da Força Aérea da África do Sul se perderam e após a tripulação pousar em segurança, morreram por falta de água.
Na década de 1950, perfuramentos próximo a Cufra em busca de petróleo levaram a descoberta de abundante água reservada num aquífero subterrâneo. Muamar Gadafi de início pensou em utilizar essa água para conduzir um intenso projeto de agricultura no deserto, mas na década de 80 a ideia foi declinada e então o governo líbio se engajou na construção de enormes tubulações de água, hoje chamadas conjuntamente Grande Rio Artificial, que levam água dessa reserva às cidades costeiras. Em 2005, a Itália alocou fundos à construção de um campo de detenção em Cufra. Em 28 de agosto de 2008, um Boeing 737 sudanês sequestrado pousou no aeroporto de Cufra após ter partido do aeroporto de Niala em Darfur com destino a Cartum. Durante a Guerra Civil Líbia, a área relatadamente esteve sob controle das forças anti-Gadafi desde 2 de abril. Em 28 de abril, forças lealistas relatadamente recapturaram-na e não houve relatos de baixas na luta pela cidade, pois os rebeldes colocaram pouca resistência. Cerca de 6 de maio, a cidade foi retomadas pelos rebeldes. Em fevereiro de 2012, a luta entre as tribos tubus e zuaias matou mais de uma centena de pessoas e a cidade tornou-se ponto de violações de direitos humanos de refugiados e migrantes. Em 2016, relatou-se a ocupação pelo Estado Islâmico de áreas próximo a Tazirbu e Cufra.